# Chrysomela kuesteri
Chrysomela kuesteri – owad z rzędu chrząszczy. Ciało czarne. Pokrywy skrzydłowe obrzeżone czerwono, pierwsze dwa człony czułków częściowo czerwonobrunatne. Przedplecze i pokrywy skrzydłowe punktowane.
Owady dorosłe można spotkać wiosną i jesienią podczas żerowania na roślinach z rodziny jasnotowatych.
Chrysomela kuesteri występuje na terenie całej Polski.